# Marvin Minsky
Marvin Minsky, född 9 augusti 1927 i New York, död 24 januari 2016 i Boston, Massachusetts, var en amerikansk forskare inom kognitionsvetenskap och artificiell intelligens. Han var en av grundarna av Massachusetts Institute of Technologys avdelning för artificiell intelligens och skrev flera böcker om artificiell intelligens och filosofi. Han är dessutom upphovsmakaren av konfokalmikroskopi.